# Jakob Burckhard
Pour les articles homonymes, voir Burckhardt.
Ne doit pas être confondu avec Jacob Burckhardt.
Jakob Burckhard, bibliothécaire du duc de Brunswick, né à Sulzbach en 1681 et mort le 23 août 1752. 

## Biographie
On a de lui : De Ulrichi de Hutten fatis ac meritis ; Historia musaei Burckardiani, etc.

## Œuvres
- Medicus Gravissimus Humanitatis Studiorum Vindex, Freytag, Wolfenbüttel, 1716.
- De Ulrici de Hutten, 2 Bände, Freytag, Wolfenbüttel, 1717–1723.
- De Linguae Latinae Quibus In Germania Per XVII Saecula Amplius Usa Ea Est Fatis, Novi Plane, Quibus Priores Illustrantur Partim Partim Supplentur, Commentarii, Freytag, Wolfenbüttel, 1721.
- Historia bibliothecae Augustae quae Wolffenbutteli est, 2 Bände, Wolfenbüttel, Meißner, 1744–1746.